# Bolivia en los Juegos Olímpicos de Tokio 1964
Bolivia estuvo representada en los Juegos Olímpicos de Tokio 1964 por un deportista masculino que compitió en piragüismo, Fernando Inchauste.
El equipo olímpico boliviano no obtuvo ninguna medalla en estos Juegos.

## Participación

### Piragüismo
| Atleta             | Evento              | Eliminatoria | Eliminatoria | Repechaje | Repechaje | Semifinal | Semifinal | Final        | Final        |
| Atleta             | Evento              | Tiempo       | Posición     | Tiempo    | Posición  | Tiempo    | Posición  | Tiempo       | Posición     |
| ------------------ | ------------------- | ------------ | ------------ | --------- | --------- | --------- | --------- | ------------ | ------------ |
| Fernando Inchauste | K-1 1000m Masculino | 5:48.74      | 15           | 6:07.70   | 15        | No inició | No inició | No clasificó | No clasificó |